# Coppa Spengler 2012
L'86ª edizione della Coppa Spengler si è svolta dal 26 dicembre al 31 dicembre 2012 alla Vaillant Arena di Davos, in Svizzera. Il torneo ha coinvolto per la terza volta sei formazioni suddivise in due gruppi da tre intitolati a Bibi Torriani ed Hans Cattini. Oltre ai padroni di casa e campioni uscenti dell'Hockey Club Davos era presente un'altra formazione svizzera, l'HC Fribourg-Gottéron. In seguito al lockout della NHL numerosi giocatori canadesi ingaggiati da formazioni della Lega Nazionale A sono stati convocati dal Team Canada e dalle altre squadre invitate al torneo. Al termine della fase preliminare le prime di ciascun gruppo si sono qualificate per le semifinali, mentre le altre squadre si sono affrontate nei quarti di finale.
La competizione è stata vinta dal Team Canada in finale contro l'HC Davos con il punteggio di 7-2. Per la rappresentativa nordamericana si è trattato del dodicesimo titolo, a cinque anni di distanza dall'ultimo successo.

## Squadre

### Gruppo Torriani
Friburgo-Gottéron
  Salavat Julaev
  Vítkovice Steel

### Gruppo Cattini
Davos (ospitante)
  Adler Mannheim
 Team Canada

## Fase a gruppi

### Gruppo Torriani
| Davos 26 dicembre 2012, ore 15:00 UTC+1                                        | Fribourg-Gottéron | 5 – 1 (0-1; 2-0: 3-0) referto | Salavat Julaev | Vaillant Arena (6.504 spett.) |
| Plüss 26' Mauldin 27' Bykov 50' Sprunger 54' Knoepfli 57' Marcatori 16' Mirnov |                   |                               |                |                               |
|                                                                                |                   |                               |                |                               |
| Plüss 26' Mauldin 27' Bykov 50' Sprunger 54' Knoepfli 57'                      | Marcatori         | 16' Mirnov                    |                |                               |

| Davos 27 dicembre 2012, ore 15:00 UTC+1                                                             | Vítkovice Steel | 4 – 5 (d.t.s.) (2-1; 2-2; 0-1) referto               | Salavat Julaev | Vaillant Arena (6.504 spett.) |
| Huna 7' , 10' Roman 22' Svačina 27' Marcatori 15' , 35' Zinov'ev 24' Mirnov 41' Filatov 61' Kol'cov |                 |                                                      |                |                               |
| |                 |                                                      |                |                               |
| Huna 7', 10' Roman 22' Svačina 27'                                                                  | Marcatori       | 15', 35' Zinov'ev 24' Mirnov 41' Filatov 61' Kol'cov |                |                               |

| Davos 28 dicembre 2012, ore 15:00 UTC+1   | Fribourg-Gottéron | 1 – 2 (0-1; 0-1; 1-0) referto | Vítkovice Steel | Vaillant Arena (6.504 spett.) |
| Sprunger 45' Marcatori 9' Szturc 22' Huna |                   |                               |                 |                               |
|                                           |                   |                               |                 |                               |
| Sprunger 45'                              | Marcatori         | 9' Szturc 22' Huna            |                 |                               |

| Pos. |                   | PG | V | VOT | POT | P | GF | GS | DR | Pt |
| 1.   | Vítkovice Steel   | 2  | 1 | 0   | 1   | 0 | 6  | 6  | 0  | 4  |
| 2.   | Friburgo-Gottéron | 2  | 1 | 0   | 0   | 1 | 6  | 3  | +3 | 3  |
| 3.   | Salavat Julaev    | 2  | 0 | 1   | 0   | 1 | 6  | 9  | -3 | 2  |

### Gruppo Cattini
| Davos 26 dicembre 2012, ore 20:15 UTC+1          | Team Canada | 1 – 2 (d.t.s.) (0-1; 0-0; 1-0) referto | Adler Mannheim | Vaillant Arena (6.504 spett.) |
| Seguin 50' Marcatori 16' Mitchell 63' Pominville |             |                                        |                |                               |
|                                                  |             |                                        |                |                               |
| Seguin 50'                                       | Marcatori   | 16' Mitchell 63' Pominville            |                |                               |

| Davos 27 dicembre 2012, ore 20:15 UTC+1                        | Davos     | 0 – 5 (0-2; 0-2; 0-1) referto                       | Team Canada | Vaillant Arena (6.504 spett.) |
| Marcatori 10' Tavares 11' Smyth 26' , 33' Ritchie 55' Williams |           |                                                     |             |                               |
|                                                                |           |                                                     |             |                               |
|                                                                | Marcatori | 10' Tavares 11' Smyth 26', 33' Ritchie 55' Williams |             |                               |

| Davos 28 dicembre 2012, ore 20:15 UTC+1                                                                 | Adler Mannheim | 2 – 6 (1-0; 1-3; 0-3) referto                                  | Davos | Vaillant Arena (6.504 spett.) |
| D. Seidenberg 4' Kettemer 24' Marcatori 25' Corvi 29' , 32' Wieser 41' Eriksson 49' Hofmann 51' Alatalo |                |                                                                |       |                               |
| |                |                                                                |       |                               |
| D. Seidenberg 4' Kettemer 24'                                                                           | Marcatori      | 25' Corvi 29', 32' Wieser 41' Eriksson 49' Hofmann 51' Alatalo |       |                               |

| Pos. |                | PG | V | VOT | POT | P | GF | GS | DR | Pt |
| 1.   | Team Canada    | 2  | 1 | 0   | 1   | 0 | 6  | 2  | +4 | 4  |
| 2.   | Davos          | 2  | 1 | 0   | 0   | 1 | 6  | 7  | -1 | 3  |
| 3.   | Adler Mannheim | 2  | 0 | 1   | 0   | 1 | 4  | 7  | -3 | 2  |

## Fase a eliminazione diretta
|  | Quarti di finale | Quarti di finale  | Quarti di finale |                   |             | Semifinali  | Semifinali  | Semifinali |  |  | Finale | Finale | Finale |  |
|  |                  |                   |                  |                   |             |             |             |            |  |  |        |        |        |  |
|  |                  |                   |                  |                   |             | C1          | Team Canada | 5          |  |  |        |        |        |  |
|  |                  |                   |                  |                   |             | C1          | Team Canada | 5          |  |  |        |        |        |  |
|  |                  |                   |                  | Friburgo-Gottéron | 1           |             |             |            |  |  |        |        |        |  |
|  | T2               | Friburgo-Gottéron | 5                | Friburgo-Gottéron | 1           |             |             |            |  |  |        |        |        |  |
|  | T2               | Friburgo-Gottéron | 5                |                   |             |             |             |            |  |  |        |        |        |  |
|  | C3               | Adler Mannheim    | 2                |                   |             |             |             |            |  |  |        |        |        |  |
|  | C3               | Adler Mannheim    | 2                |                   | Team Canada | Team Canada | 7           |            |  |  |        |        |        |  |
|  |                  |                   |                  |                   |             |             |             |            |  |  |        |        |        |  |
|  |                  |                   | Davos            | Davos             | 2           |             |             |            |  |  |        |        |        |  |
|  |                  |                   |                  | Davos             | 2           |             |             |            |  |  |        |        |        |  |
|  |                  |                   |                  |                   |             |             |             |            |  |  |        |        |        |  |
|  |                  |                   |                  |                   |             |             |             |            |  |  |        |        |        |  |
|  |                  | T1                | Vítkovice Steel  | 4                 |             |             |             |            |  |  |        |        |        |  |
|  |                  |                   |                  | 4                 |             |             |             |            |  |  |        |        |        |  |
|  |                  |                   |                  | Davos             | 5           |             |             |            |  |  |        |        |        |  |
|  | C2               | Davos             | 7                | Davos             | 5           |             |             |            |  |  |        |        |        |  |
|  | C2               | Davos             | 7                |                   |             |             |             |            |  |  |        |        |        |  |
|  | T3               | Salavat Julaev    | 5                |                   |             |             |             |            |  |  |        |        |        |  |

### Quarti di finale
| Davos 29 dicembre 2012, ore 15:00 UTC+1                                               | Fribourg-Gottéron | 5 – 2 (1-0; 2-1; 2-1) referto | Adler Mannheim | Vaillant Arena (6.504 spett.) |
| Mauldin 3' Plüss 22' Talbot 35' Dubé 50' Sprunger 57' Marcatori 30' Mauer 46' Plachta |                   |                               |                |                               |
|                                                                                       |                   |                               |                |                               |
| Mauldin 3' Plüss 22' Talbot 35' Dubé 50' Sprunger 57'                                 | Marcatori         | 30' Mauer 46' Plachta         |                |                               |

| Davos 29 dicembre 2012, ore 20:15 UTC+1 | Davos     | 7 – 5 (5-1; 2-2; 0-2) referto                             | Salavat Julaev | Vaillant Arena (6.504 spett.) |
| Marha 3' Eriksson 4' Thornton 7' Alatalo 16' Sýkora 17' Kane 27' , 30' Marcatori 3' Musatov 21' Svitov 27' Paršin 46' Pihlström 54' Mirnov |           |                                                           |                |                               |
| |           |                                                           |                |                               |
| Marha 3' Eriksson 4' Thornton 7' Alatalo 16' Sýkora 17' Kane 27', 30'                                                                      | Marcatori | 3' Musatov 21' Svitov 27' Paršin 46' Pihlström 54' Mirnov |                |                               |

### Semifinali
| Davos 30 dicembre 2012, ore 15:00 UTC+1                                           | Team Canada | 5 – 1 (1-0; 2-1; 2-0) referto | Fribourg-Gottéron | Vaillant Arena (6.504 spett.) |
| Spezza 17' Pouliot 23' Duchene 37' , 55' Colaiacovo 47' Marcatori 38' Kwiatkowski |             |                               |                   |                               |
|                                                                                   |             |                               |                   |                               |
| Spezza 17' Pouliot 23' Duchene 37', 55' Colaiacovo 47'                            | Marcatori   | 38' Kwiatkowski               |                   |                               |

| Davos 30 dicembre 2012, ore 20:15 UTC+1                                                                     | Vítkovice Steel | 4 – 5 (0-1; 2-2; 2-2) referto                      | Davos | Vaillant Arena (6.504 spett.) |
| Klimek 28' Kudělka 32' Szturc 43' Svačina 55' Marcatori 12' , 60' Kane 32' Hofmann 38' Bürgler 47' Thornton |                 |                                                    |       |                               |
| |                 |                                                    |       |                               |
| Klimek 28' Kudělka 32' Szturc 43' Svačina 55'                                                               | Marcatori       | 12', 60' Kane 32' Hofmann 38' Bürgler 47' Thornton |       |                               |

### Finale
| Davos 31 dicembre 2012, ore 12:00 UTC+1                                                           | Team Canada | 7 – 2 (3-1; 2-0; 2-1) referto | Davos | Vaillant Arena (6.504 spett.) |
| Bergeron 1' Walser 4' Smyth 10' , 22' Tavares 31' , 50' Spezza 41' Marcatori 18' Bürgler 58' Diaz |             |                               |       |                               |
|                                                                                                   |             |                               |       |                               |
| Bergeron 1' Walser 4' Smyth 10', 22' Tavares 31', 50' Spezza 41'                                  | Marcatori   | 18' Bürgler 58' Diaz          |       |                               |

## Roster della squadra vincitrice
| Vincitori della Coppa Spengler 2012 Team Canada | Portieri: Devan Dubnyk, Jonathan Bernier Difensori: Cam Barker, Jason Demers, Geoff Kinrade, Micki DuPont, Maxim Noreau, Carlo Colaiacovo, Derrick Walser, Travis Roche Attaccanti: Matt Duchene, Pascal Pelletier, Jacob Micflikier, Brett McLean, Kurtis McLean, Jason Spezza (A), John Tavares, Josh Holden (A), Jason Williams, Patrice Bergeron, Marc-Antoine Pouliot, Sam Gagner, Tyler Seguin, Byron Ritchie, Ryan Smyth (C) Allenatore: Doug McShedden |

## Riconoscimenti

### All-Star Team
| Attacco:  | Patrick Kane – Matt Duchene – Julien Sprunger |
| Difesa:   | Santeri Alatalo – Dennis Seidenberg           |
| Portiere: | Dennis Endras                                 |

### Migliori marcatori
| Giocatore        | Squadra           | PG | Gol | Assist | Punti |
| ---------------- | ----------------- | -- | --- | ------ | ----- |
| Patrick Kane     | Davos             | 5  | 4   | 1      | 5     |
| Julien Sprunger  | Friburgo-Gottéron | 4  | 3   | 2      | 5     |
| Joe Thornton     | Davos             | 5  | 2   | 3      | 5     |
| Patrice Bergeron | Team Canada       | 4  | 1   | 4      | 5     |
| Andrey Bykov     | Friburgo-Gottéron | 4  | 1   | 4      | 5     |
|                  |                   |    |     |        |       |